# Die Kunstdenkmäler der Schweiz
Die Kunstdenkmäler der Schweiz (KdS) ist der Name einer von der Gesellschaft für Schweizerische Kunstgeschichte (GSK) herausgegebenen Buchreihe. Dahinter steht ein wissenschaftliches Grossprojekt, das die historische Baukultur der Schweiz mit den Methoden der Denkmaltopographie erforscht. Die Resultate der Forschung werden in der seit 1927 erscheinenden Buchreihe publiziert. Bisher sind 147 Bände dieses Denkmalinventars erschienen (Stand: Ende 2023). Seit 2019 stehen die Bände online zur Verfügung.
Das Werk bietet in knapper Form, wissenschaftlich fundiert und für einen breiten Leserkreis bestimmt, eine Gesamtdarstellung der baukünstlerischen Produktion in der Schweiz von der Spätantike bis zur Klassischen Moderne. Als Buchreihe schaffen Die Kunstdenkmäler der Schweiz die Grundlagen zum Verständnis der Denkmäler in ihrem geschichtlichen Wandel. Die Reihe bildet eine notwendige Voraussetzung für die weitere Erforschung der Denkmäler sowie für ihre Pflege und Erhaltung.

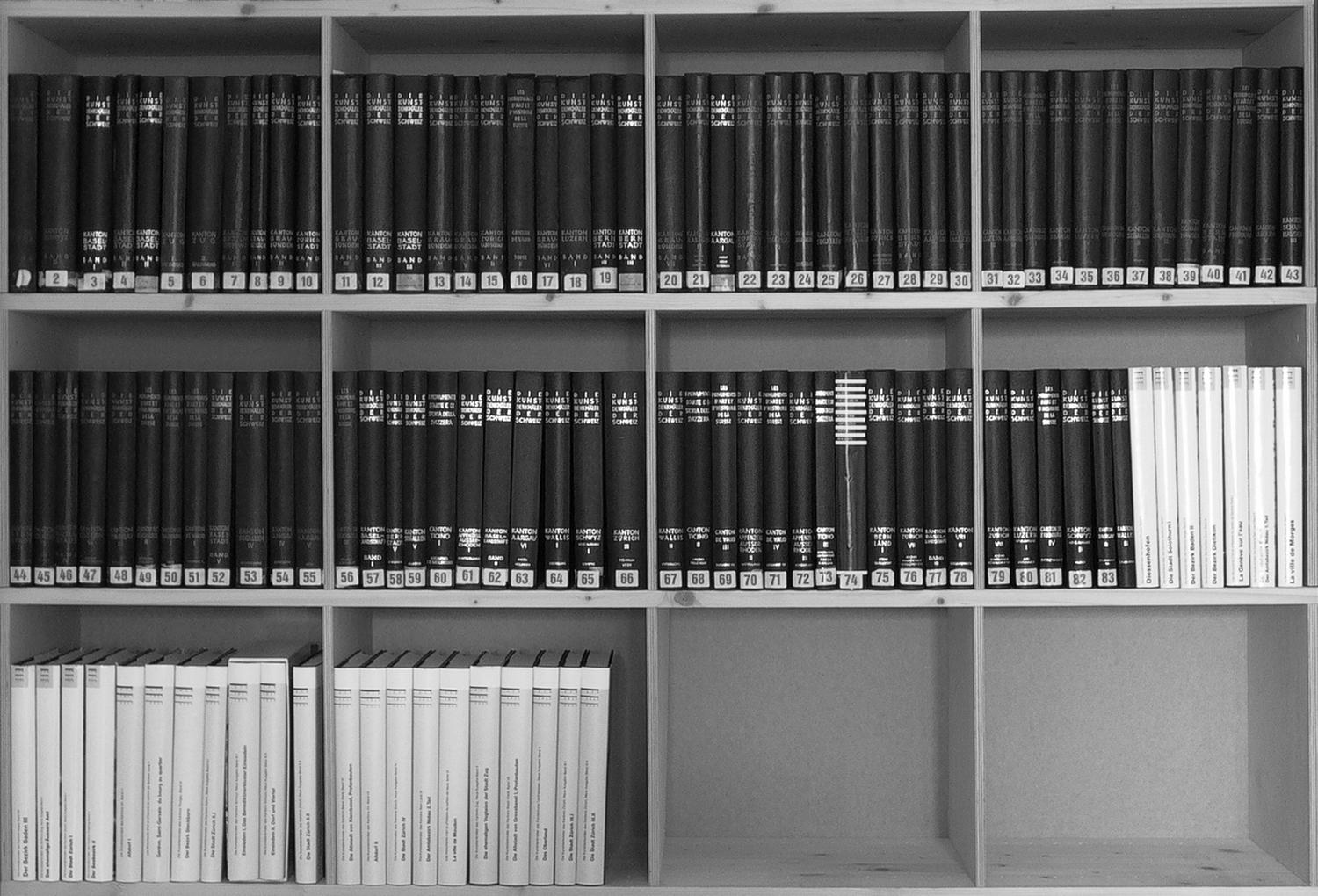
Die bis 2010 erschienenen Bände der Reihe

## Aufbau
Das Werk ist topografisch aufgebaut und nach Kantonen gegliedert. Jeder Band trägt dem regionalen Denkmälerbestand Rechnung und würdigt ihn im nationalen Vergleich. Der Text verbindet geschichtliche Fakten mit dem Inventar der Denkmäler und mit kunstgeschichtlichen Darstellungen. Ein Überblickskapitel zu Topografie und Siedlungsentwicklung leitet in das bearbeitete Gebiet ein. Es folgt eine kunsthistorische Analyse und Gesamtwürdigung des architektonischen und künstlerischen Erbes. Den Hauptteil bildet das dokumentierende und beschreibende Inventar der Denkmäler, danach folgt ein kritischer Apparat. Alle Bände behandeln die Denkmäler aus dem Zeitraum der Spätantike bis in die Jahre um 1920. Funde und Bauten prähistorischer und römischer Epochen werden nur in der Einleitung behandelt. Wo sich Ortsbilder kontinuierlich aus antiken Siedlungen entwickelt haben oder Sakral- und Profanbauten über antiken Anlagen entstanden sind, rechtfertigt sich eine Darstellung im Haupttext. Die Entwicklungen nach 1920 werden im Rahmen der Beschreibung der Siedlungstopografie erwähnt und erläutert. Bauten nach 1920 werden aufgenommen, wenn sie von ausserordentlicher Bedeutung sind oder wenn es zum besseren Verständnis des städtebaulichen Zusammenhangs notwendig ist.

## Organisation
Die Gesellschaft für Schweizerische Kunstgeschichte (GSK) und die Schweizer Kantone tragen das Projekt in öffentlich-privater Partnerschaft. Die Schweizerische Eidgenossenschaft unterstützt es subsidiär. Die GSK steuert das Gesamtprojekt und garantiert dessen wissenschaftliche Qualität durch wissenschaftliche Projektleitung sowie Peer-Review in der Redaktionskommission. Sie publiziert die Ergebnisse der Forschungen in einer alle Kantone umfassenden Folge von Bänden. Forschung und Inventarisation erfolgen dezentral in den Kantonen.

## Geschichte
1920 gingen Die Kunstdenkmäler der Schweiz als Initiative der Gesellschaft für Schweizerische Kunstgeschichte (damals: «Schweizerische Gesellschaft für Erhaltung historischer Kunstdenkmäler»; 1880 gegründet als «Verein zur Erhaltung vaterländischer Kunstdenkmäler») aus der 1872 von Johann Rudolf Rahn (1841–1912) gegründeten Statistik schweizerischer Kunstdenkmäler hervor. Der erste Band der Reihe wurde von Linus Birchler verfasst und erschien 1927. Er umfasst die Bezirke Einsiedeln, March und Höfe des Kantons Schwyz.
Die Statistik schweizerischer Kunstdenkmäler erschien ab 1872 im Anzeiger für Schweizerische Altertumskunde. In Listen wurden zuerst die wichtigsten romanischen Bauten erfasst. Im Laufe der 1880er Jahre wurde die Statistik auf die gotischen Bauwerke ausgeweitet. Sie wurde ausführlicher und erschien in separaten Anhängen des Anzeigers. Methode und Auswahlkriterien orientierten sich an den seit dem früheren 19. Jahrhundert in Frankreich entwickelten Inventarwerken, denen ab der Jahrhundertmitte Denkmalinventare in Deutschland, Österreich und England folgten. Die Statistik kulminierte im Werk Robert Durrers, der in den Jahren 1899 bis 1928 den Kanton Unterwalden in mehreren Lieferungen publizierte. Das vollständige Werk umfasst 1168 Seiten und unterscheidet sich in einigen Punkten wesentlich von den zeitgleichen Inventaren im In- und Ausland: Es bezieht Bauten bis zur Mitte des 19. Jahrhunderts mit ein; Bauernhäuser und weitere Beispiele ländlicher Kultur werden nach denselben wissenschaftlichen Methoden untersucht wie Sakralbauten und Zeugnisse bürgerlicher Hochkultur; das Hauptgewicht liegt auf der Darstellung der Bauten in ihrem kulturlandschaftlichen Zusammenhang; sämtliche zur Verfügung stehenden Quellen werden in die Darstellung einbezogen. Dieses Pionierwerk Durrers diente Linus Birchler als Vorbild für den ersten Band in der Reihe der Kunstdenkmäler der Schweiz.
Die Autoren der frühen Bände verstanden ihre Werke in erster Linie als Heimatkunde zuhanden der lokalen Bevölkerung und als Quellensammlung für weitere Forschungen. Ab den 1940er Jahren wurde der wissenschaftliche Anspruch immer stärker betont und auch immer mehr für ein Fachpublikum geschrieben. Die von Durrer eingeführte untere Zeitgrenze wurde 1965 ausgeweitet auf die Bauten bis 1920. 1973 bis 2004 entstand in Ergänzung zu den Kunstdenkmälern der Schweiz das Inventar der neueren Schweizer Architektur 1850 bis 1920 (INSA).

## Bearbeitungsstand

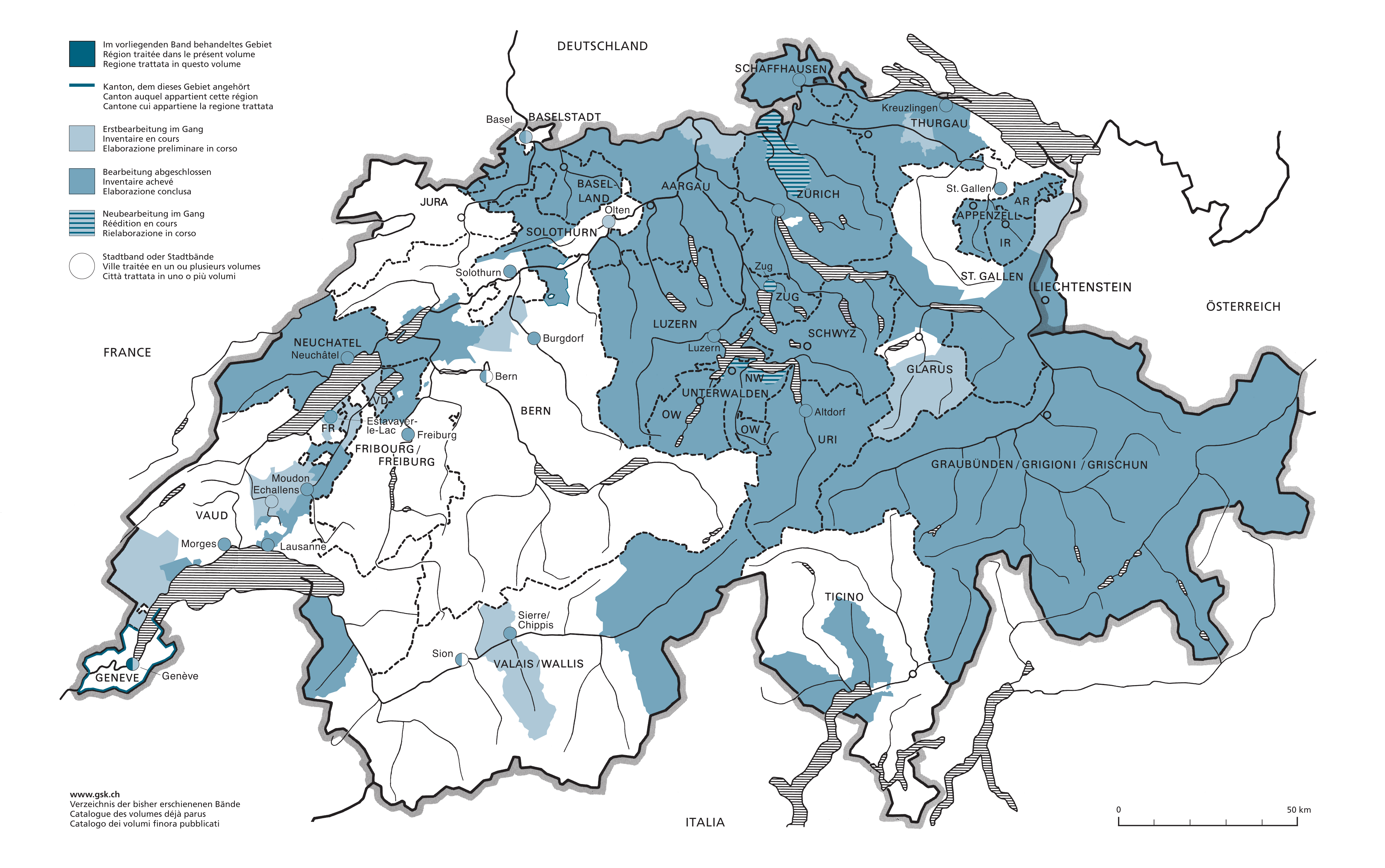
Übersichtskarte des Bearbeitungsstandes (November 2023)

Die seit 90 Jahren bestehende Publikationsreihe wurde mit Konstanz vorwärtsgetrieben. 1950 umfasste sie 24 Bände, 1970 lagen 59 Bände vor, 1990 bereits 83 Bände, 2024 waren insgesamt 149 Bände erschienen. Jeder Band ist Teil der gesamtschweizerischen Reihe; das Werk ist zudem in kantonale Reihen mit eigenen Bandnummern aufgeteilt. Wenn wesentliche wissenschaftliche Neuerkenntnisse zu einem bereits früher publizierten Gebiet vorliegen, besteht die Möglichkeit zu einer Neuaufnahme («Neue Ausgabe»). In 12 Kantonen sind 22 Autoren am Werk und bereiten 15 Bände vor.
2024 erschienen folgende Bände:
- KdS Aargau XI, Der Bezirk Zurzach I. Aaretal, Surbtal, Kirchspiel Leuggern
- MAH Genève VI, Genève, la ceinture Fazyste 1850-1914.

| Stand der kantonalen Reihen (2024)                       | Erschienen | In Arbeit/geplant |
| -------------------------------------------------------- | ---------- | ----------------- |
| Die Kunstdenkmäler des Kantons Aargau                    | 11         | 1                 |
| Die Kunstdenkmäler des Kantons Appenzell Innerrhoden     | 1          | –                 |
| Die Kunstdenkmäler des Kantons Appenzell Ausserrhoden    | 3          | –                 |
| Die Kunstdenkmäler des Kantons Basel-Landschaft          | 5          | –                 |
| Die Kunstdenkmäler des Kantons Basel-Stadt               | 9          | 6                 |
| Die Kunstdenkmäler des Kantons Bern                      | 10         | 22                |
| Die Kunstdenkmäler des Kantons Freiburg                  | 6          | 8                 |
| Les monuments d’art et d’histoire du canton de Genève    | 6          | 7                 |
| Die Kunstdenkmäler des Kantons Glarus                    | 1          | 2                 |
| Die Kunstdenkmäler des Kantons Graubünden                | 7          | –                 |
| Die Kunstdenkmäler des Kantons Graubünden. Neue Ausgabe  | –          | 12                |
| Les monuments d’art et d’histoire du canton du Jura      | –          | –                 |
| Die Kunstdenkmäler des Kantons Luzern                    | 6          | –                 |
| Die Kunstdenkmäler des Kantons Luzern. Neue Ausgabe      | 2          | –                 |
| Les monuments d’art et d’histoire du canton de Neuchâtel | 3          | 2                 |
| Die Kunstdenkmäler des Kantons Unterwalden               | 1          | –                 |
| Die Kunstdenkmäler des Kantons Nidwalden                 | 0          | 2                 |
| Die Kunstdenkmäler des Kantons Schaffhausen              | 3          | –                 |
| Die Kunstdenkmäler des Kantons St. Gallen                | 6          | 6                 |
| Die Kunstdenkmäler des Kantons Solothurn                 | 4          | 4                 |
| Die Kunstdenkmäler des Kantons Schwyz                    | 2          | –                 |
| Die Kunstdenkmäler des Kantons Schwyz. Neue Ausgabe      | 6          | 2                 |
| Die Kunstdenkmäler des Kantons Thurgau                   | 9          | 3                 |
| I monumenti d’arte e di storia del Canton Ticino         | 4          | –                 |
| Die Kunstdenkmäler des Kantons Uri                       | 5          | -                 |
| Les monuments d’art et d’histoire du canton de Vaud      | 8          | 11                |
| Die Kunstdenkmäler des Kantons Wallis                    | 7          | 10                |
| Die Kunstdenkmäler des Kantons Zug                       | 2          | –                 |
| Die Kunstdenkmäler des Kantons Zug. Neue Ausgabe         | 2          | 2                 |
| Die Kunstdenkmäler des Kantons Zürich                    | 9          | –                 |
| Die Kunstdenkmäler des Kantons Zürich. Neue Ausgabe      | 9          | 8                 |

## «Die Kunstdenkmäler des Fürstentums Liechtenstein»
Gemeinsam mit dem Historischen Verein für das Fürstentum Liechtenstein ist die Gesellschaft für Schweizerische Kunstgeschichte auch zuständig für die Erarbeitung der Kunstdenkmäler des Fürstentums Liechtenstein. Sie werden als Sonderreihe geführt, entsprechen im Bearbeitungsstandard aber der schweizerischen Reihe. 1950 erschien der von Erwin Poeschel verfasste Sonderband zum Fürstentum. Die Zweitinventarisierung durch Cornelia Herrmann in zwei Bänden wurde 2013 abgeschlossen. Im Unterschied zur schweizerischen Reihe berücksichtigt die Neue Ausgabe der Kunstdenkmäler des Fürstentums Liechtenstein auch systematisch Denkmäler und Objekte aus der jüngsten Vergangenheit.